# Stará Ves (okres Bruntál)
Obec Stará Ves (německy Altendorf) se nachází v okrese Bruntál v Moravskoslezském kraji. Žije zde 465 obyvatel.

## Části obce
- Stará Ves (k. ú. Stará Ves u Rýmařova)
- Žďárský Potok (k. ú. Žďárský Potok)

## Historie
První písemná zmínka o obci pochází z roku 1561. Historie obce Stará Ves začíná ve 13. století, kdy biskup Bruno založil na místě dnešní Staré Vsi osadu, která patřila do rabštejnského panství. Rabštejnské panství bylo postiženo válkami uherskými a v té době osada zanikla. V roce 1480 byla vybudována Janovická tvrz a hrad Rabštejn je již pustý. Na Nový rok 1561 byla vydána lokační listina na znovuosídlení Staré Vsi tehdejšími zástavními držiteli panství Vítem a Vavřincem Ederem ze Šťiavnice. Nynější název se vyskytuje poprvé v prodejní listině císaře Rudolfa II. v roku 1584: „wes, která slowe Stará Wes“. Obec měla vždy vazbu na těžbu a dolování rud. Nejvýznamnějšími držiteli panství byli právě Ederové ze Šťiavnice. Následně se zde usídlili uhlíři, kteří pálili dřevěné uhlí pro místní hutě. Důležitý rok pro obec je rok 1601 – to Ferdinand Hofman povolal na janovické panství císařského lesmistra a nastal obrat v lesním hospodářství k cílevědomému využití a obnově ohromného lesního panství. Nastalo budování milířů, na vodních tocích budování záchytných přehrad pro splavování dřeva na staroveskou pilu, též došlo k vybudování úzkokolejné železnice pro dovoz dříví.
Velký rozvoj v obci nastal po roce 1721, kdy převzal panství Alois Harrach a později Ferdinand Harrach. Za jejich doby nastal rozvoj v oblasti tkalcovství a zpracování textilu. V roce 1757 byl založen papírenský mlýn, roku 1770 se snažila hraběnka Růžena Harrachová obnovit zdejší stříbrné a olověné doly. Rodu Harrachů vděčí obec za spoustu pozitivního – vystavění školky pro děti svých zaměstnanců, dále kostela a vybudování hřbitova.
Dominanta obce byla Alfrédova chata, jejíž stavba byla započata roku 1861, následně rozšířena v roce 1901. Chata vyhořela o Velikonocích v roce 2002 a v současné době zůstává neobnovena. Velkou historickou událostí v obci bylo otevření kina v roce 1927, kdy se hrálo první představení, vybudování skokanského můstku v roce 1932, kdy se zde konalo i mistrovství ve skoku na lyžích.
Později se lidé z obce zabývali lesařinou a zpracování surového dříví na místní pile. V oboru zemědělství se nyní zabývají nejvíce chovem dobytka. V tomto oboru proběhl běžný vývoj od JZD přes státní statky až po současně soukromě hospodařící zemědělce. Původní stavby místních domků byly ze dřeva, kamene, střechy ze dřevěné šindele, otopem bylo samozřejmě dřevo. Les byl a je největším zdrojem zaměstnání místních občanů. Dříví se v zimě sváželo saněmi a železnicí – přenosnou úzkokolejkou a koňmi. Též hutě na zpracování železné rudy skýtaly velkou zaměstnanost. Před druhou světovou válkou byly v obci dva obchody, dva hostince a několik drobných živností.
Poválečný vývoj je spojený s úbytkem obyvatelstva a následným osidlováním. V této době zanikla také značná část domků, zvláště v oblasti Žďárského Potoka. Obce Stará Ves i Žďárský Potok se po staletí utvářely jako zcela samostatné, až v roce 1960 došlo k jejich úřednímu sloučení a Žďárský Potok se stal součástí obce Stará Ves.

### Vývoj počtu obyvatel
Počet obyvatel celé obce Stará Ves podle sčítání nebo jiných úředních záznamů:
| Rok            | 1869 | 1880 | 1890 | 1900 | 1910 | 1921 | 1930 | 1950 | 1961 | 1970 | 1980 | 1991 | 2001 |
| -------------- | ---- | ---- | ---- | ---- | ---- | ---- | ---- | ---- | ---- | ---- | ---- | ---- | ---- |
| Počet obyvatel | 3100 | 2969 | 2632 | 2527 | 2354 | 1922 | 2028 | 1110 | 984  | 779  | 591  | 496  | 516  |

1. ↑  z toho: 14 Čechoslováků, 2009 Němců; 2011 římských katolíků, 2 evangelíků, 10 starokatolíků, 4 bez vyznání
2. ↑  z toho: 447 Čechů, Moravanů a Slezanů, 55 Slováků, 7 Němců; 131 římských katolíků, 4 evangelíci, 233 bez vyznání

V celé obci Stará Ves je evidováno 328 adres: 288 čísel popisných (trvalé objekty) a 40 čísel evidenčních (dočasné či rekreační objekty). Při sčítání lidu roku 2001 zde bylo napočteno 252 domů, z toho 158 trvale obydlených.
Počet obyvatel samotné Staré Vsi podle sčítání nebo jiných úředních záznamů:
| Rok            | 1869 | 1880 | 1890 | 1900 | 1910 | 1921 | 1930 | 1950 | 1961 | 1970 | 1980 | 1991 | 2001 |
| -------------- | ---- | ---- | ---- | ---- | ---- | ---- | ---- | ---- | ---- | ---- | ---- | ---- | ---- |
| Počet obyvatel | 2563 | 2466 | 2138 | 2067 | 1936 | 1553 | 1635 | 908  | 861  | 696  | 528  | 457  | 474  |

1. ↑  z toho: 10 Čechoslováků, 1620 Němců; 1621 římských katolíků, 2 evangelíci, 10 starokatolíků, 2 bez vyznání

V samotné Staré Vsi je evidováno 249 adres: 238 čísel popisných a 11 čísel evidenčních. Při sčítání lidu roku 2001 zde bylo napočteno 209 domů, z toho 144 trvale obydlených. Ke dni 25. 3. 2010 zde žilo 534 obyvatel.

## Pamětihodnosti
- Socha svatého Jana Nepomuckého
- Venkovský dům čp. 65